# Imogen
Imogen is een geslacht van wantsen uit de familie van de Miridae (Blindwantsen). Het geslacht werd voor het eerst wetenschappelijk beschreven door George Willis Kirkaldy in 1905.

## Soorten
Het genus bevat de volgende soorten:

- Imogen bicolor (Poppius, 1912)
- Imogen fasciatus Carvalho, 1983
- Imogen formosa Kirkaldy, 1905
- Imogen papuensis Carvalho, 1983
- Imogen scutellaris (Poppius, 1912)